# Nonville (Vosges)
Pour les articles homonymes, voir Nonville.
Nonville est une commune française située dans le département des Vosges, en région Grand Est.

## Géographie

### Géologie et relief
Deux  zones naturelles d'intérêt écologique, faunistique et floristique (Znieff)

### Sismicité
Commune située dans une zone 2 de sismicité faible.

### Intercommunalité
La commune est membre de la Communauté de communes des Vosges Côté Sud Ouest.

### Hydrographie et les eaux souterraines

#### Réseau hydrographique
La commune est située dans le bassin versant de la Saône au sein du bassin Rhône-Méditerranée-Corse. Elle est drainée par Les Ailes, le ruisseau de Belmont, le ruisseau de la Voivre et le ruisseau de Quart Fontaine.

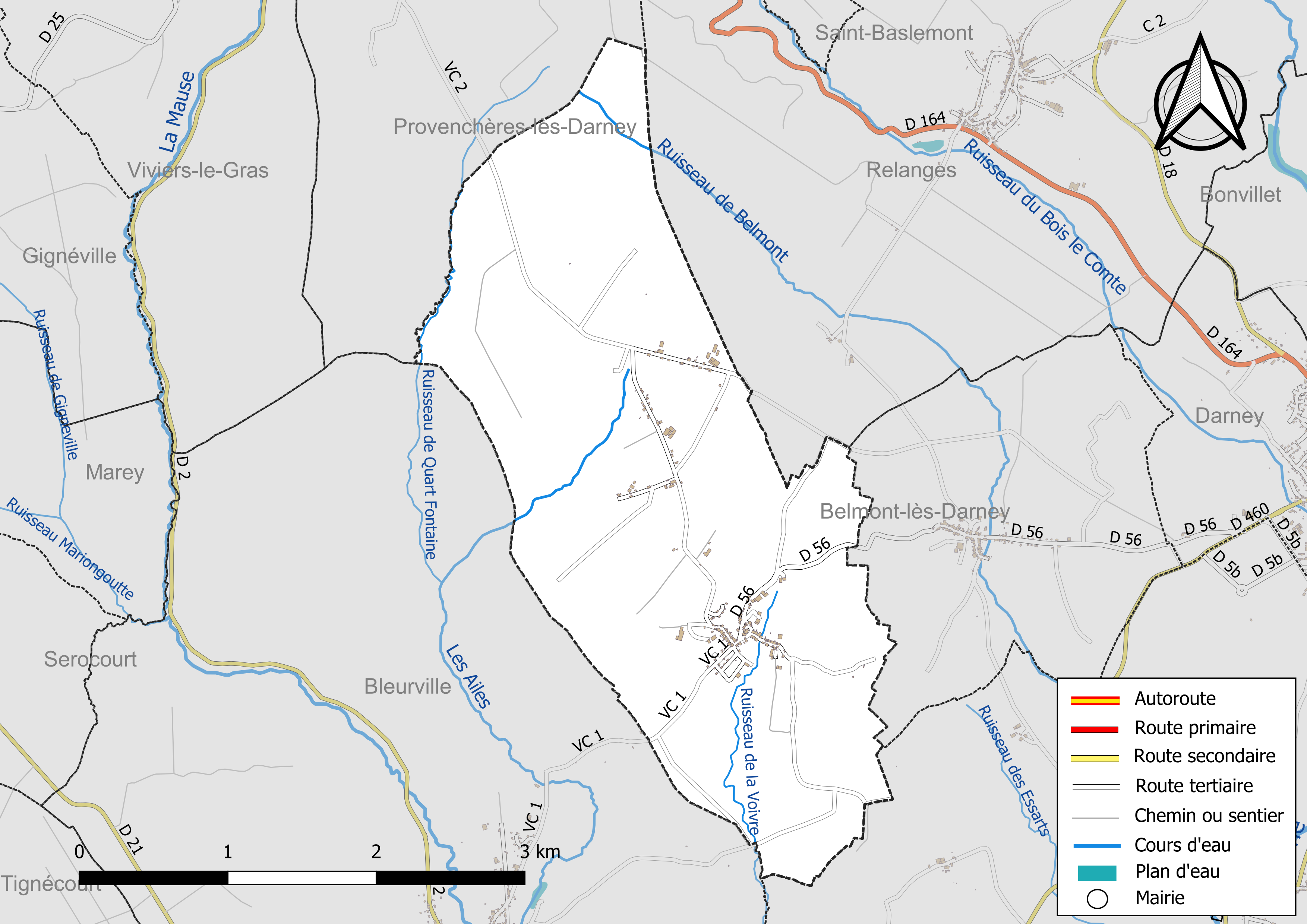
Réseaux hydrographique et routier de Nonville.

#### Gestion et qualité des eaux
Le territoire communal est couvert par le schéma d'aménagement et de gestion des eaux (SAGE) « Nappe des Grès du Trias Inférieur ». Ce document de planification, dont le territoire comprend le périmètre de la zone de répartition des eaux de la nappe des Grès du trias inférieur (GTI), d'une superficie de 1 497 km2,  est en cours d'élaboration. L’objectif poursuivi est de stabiliser les niveaux piézométriques de la nappe des GTI et atteindre l'équilibre entre les prélèvements et la capacité de recharge de la nappe. Il doit être cohérent avec les objectifs de qualité définis dans les SDAGE Rhin-Meuse et Rhône-Méditerranée. La structure porteuse de l'élaboration et de la mise en œuvre est le conseil départemental des Vosges.
La qualité des eaux de baignade et des cours d’eau peut être consultée sur un site dédié géré par les agences de l’eau et l’Agence française pour la biodiversité.

### Climat
Pour des articles plus généraux, voir Climat du Grand Est et Climat des Vosges.
En 2010, le climat de la commune est de type climat des marges montargnardes, selon une étude du Centre national de la recherche scientifique s'appuyant sur une série de données couvrant la période 1971-2000. En 2020, Météo-France publie une typologie des climats de la France métropolitaine dans laquelle la commune est dans une zone de transition entre le climat océanique altéré et le climat océanique altéré et est dans la région climatique  Lorraine, plateau de Langres, Morvan, caractérisée par un hiver rude (1,5 °C), des vents modérés et des brouillards fréquents en automne et hiver. 
Pour la période 1971-2000, la température annuelle moyenne est de 9,7 °C, avec une amplitude thermique annuelle de 17 °C. Le cumul annuel moyen de précipitations est de 1 016 mm, avec 13,1 jours de précipitations en janvier et 9,6 jours en juillet. Pour la période 1991-2020, la température moyenne annuelle observée sur la station météorologique de Météo-France la plus proche, « Lignéville », sur la commune de Lignéville à 10 km à vol d'oiseau, est de 10,3 °C et le cumul annuel moyen de précipitations est de 856,3 mm. 
La température maximale relevée sur cette station est de 38,7 °C, atteinte le 25 juillet 2019 ; la température minimale est de −17,5 °C, atteinte le 20 décembre 2009,,. 
Les paramètres climatiques de la commune ont été estimés pour le milieu du siècle (2041-2070) selon différents scénarios d'émission de gaz à effet de serre à partir des nouvelles projections climatiques de référence DRIAS-2020. Ils sont consultables sur un site dédié publié par Météo-France en novembre 2022.

## Urbanisme

### Typologie
Au 1er janvier 2024, Nonville est catégorisée commune rurale à habitat dispersé, selon la nouvelle grille communale de densité à sept niveaux définie par l'Insee en 2022.
Elle est située hors unité urbaine. Par ailleurs la commune fait partie de l'aire d'attraction de Vittel - Contrexéville, dont elle est une commune de la couronne,. Cette aire, qui regroupe 72 communes, est catégorisée dans les aires de moins de 50 000 habitants,.

### Occupation des sols
L'occupation des sols de la commune, telle qu'elle ressort de la base de données européenne d’occupation biophysique des sols Corine Land Cover (CLC), est marquée par l'importance des territoires agricoles (61,6 % en 2018), une proportion identique à celle de 1990 (61,6 %). La répartition détaillée en 2018 est la suivante : 
forêts (38,4 %), prairies (27,1 %), terres arables (18,9 %), zones agricoles hétérogènes (15,6 %). L'évolution de l’occupation des sols de la commune et de ses infrastructures peut être observée sur les différentes représentations cartographiques du territoire : la carte de Cassini (XVIIIe siècle), la carte d'état-major (1820-1866) et les cartes ou photos aériennes de l'IGN pour la période actuelle (1950 à aujourd'hui).

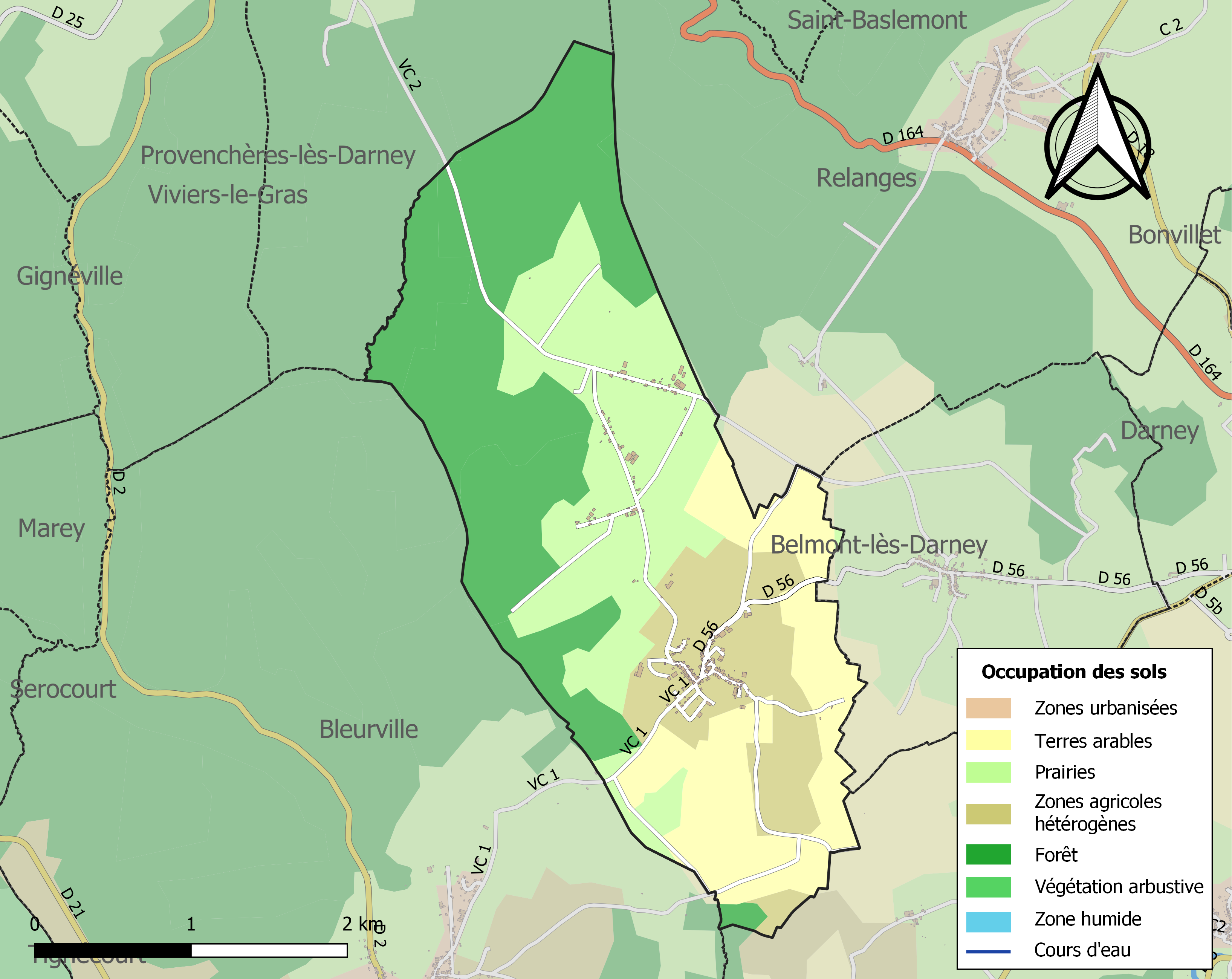
Carte des infrastructures et de l'occupation des sols de la commune en 2018 (CLC).

### Voies de communications et transports

#### Voies routières
- Autoroute A31 : Échangeurs Robécourt, Bulgnéville.

#### Transports en commun

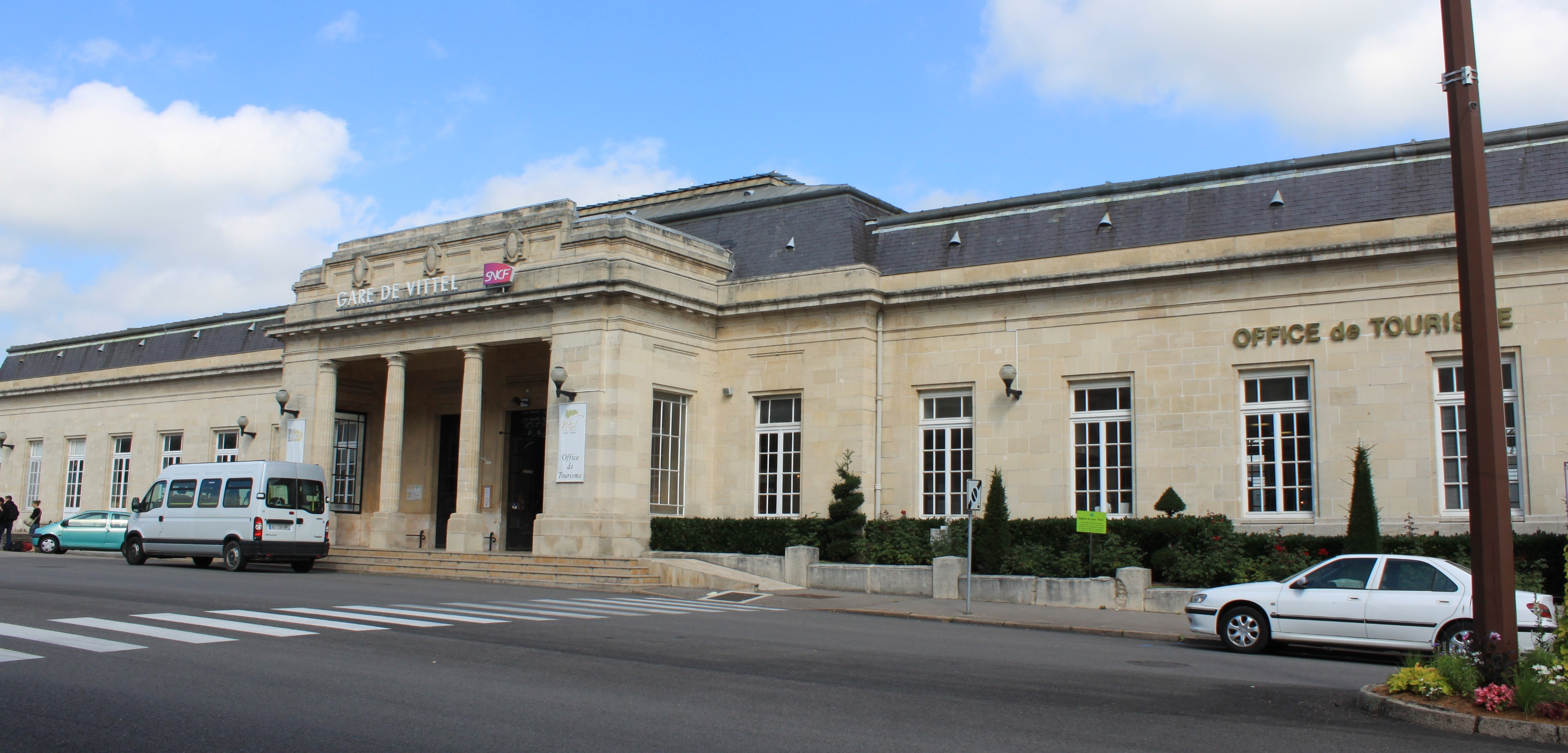
Gare de Vittel.

- Fluo Grand Est.

#### Lignes SNCF
- Gare de Contrexéville
- Gare de Vittel

## Toponymie
Le nom de la localité est attesté sous les formes Nunvilla (vers 1030) ; Nunville (1241) ; Nonville (1254) ; Novilla (1325) ; Nonvilla (1402) ; Noville (1559) ; Monville (XVIIe siècle).

## Histoire
Lors de la guerre de Trente Ans, en 1635 les Suédois, venus par l'Alsace,, assiégèrent Saint-Baslemont, incendièrent Nonville et pillèrent Bleurville.       
Nonville appartenait au bailliage de Darney Son église, dédiée à sainte Catherine, était du diocèse de Saint-Dié, doyenné d'Escles.
À compter du 1er janvier 2000, toutes les paroisses du diocèse sont supprimées. De nouvelles paroisses
sont créées. Les anciennes paroisses d’Attigny, Belmont-les-Darney, Belrupt, Bonvillet, Darney,
Dombasle-devant-Darney, Dommartin-les-Vallois, Escles, Esley, Hennezel, Jésonville, Lerrain, Nonville, Pont-les-Bonfays, Relanges, Sans-Vallois, Senonges, Les Vallois et Vioménil sont rattachées à la paroisse de Saint-Martin-la-Forêt. 

### Héraldique
Armes de la commune.

## Lieux et monuments
- Église paroissiale Sainte-Catherine (XIXe siècle). L'édifice a été construit en 1860 et son clocher restauré dans les années 1950.
- Fontaine-abreuvoir Sainte-Catherine[20],[21],[22].
- Une enquête thématique régionale (architecture rurale de Lorraine : Vôge méridionale) a été réalisée par le service régional de l'inventaire[23],[24].
- Monument aux morts[25].

## Politique et administration
| Période                                  | Période    | Identité                     | Étiquette | Qualité                 |
| ---------------------------------------- | ---------- | ---------------------------- | --------- | ----------------------- |
| Les données manquantes sont à compléter. |            |                              |           |                         |
| mars 1977                                | mars 2001  | Georges Français (1927-2019) |           | Agriculteur et bûcheron |
| mars 2001                                | avril 2014 | Jean-Marie Antoine           |           |                         |
| avril 2014                               | En cours   | Maurice Hatier               |           |                         |

### Budget et fiscalité 2022

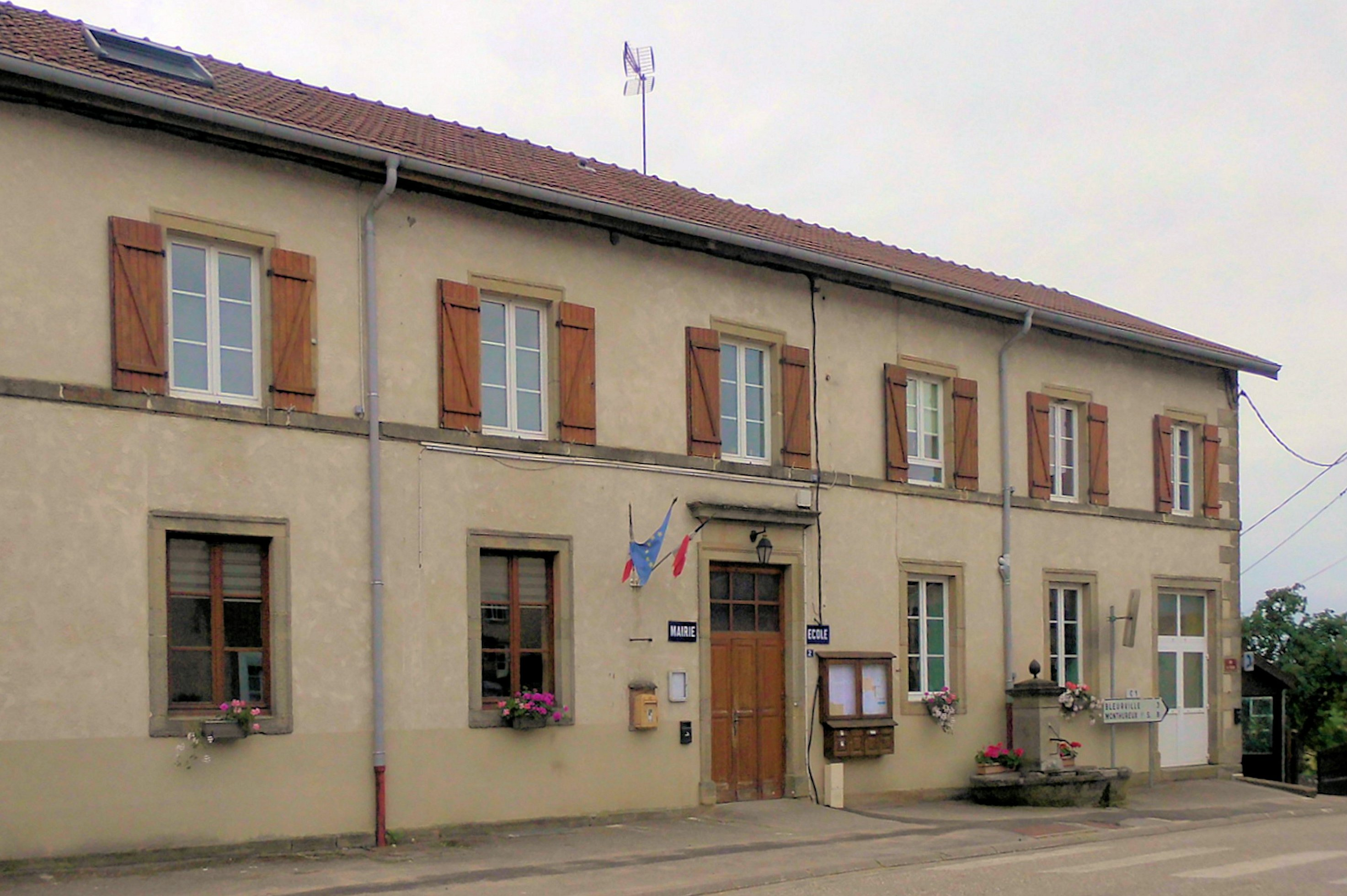
La mairie-école.

En 2022, le budget de la commune était constitué ainsi :
- total des produits de fonctionnement : 313 000 €, soit 1 587 € par habitant ;
- total des charges de fonctionnement : 173 000 €, soit 878 € par habitant ;
- total des ressources d'investissement : 123 000 €, soit 622 € par habitant ;
- total des emplois d'investissement : 108 000 €, soit 549 € par habitant ;
- endettement : 208 000 €, soit 1 057 € par habitant.

Avec les taux de fiscalité suivants :
- taxe d'habitation : 16,69 % ;
- taxe foncière sur les propriétés bâties : 35,04 % ;
- taxe foncière sur les propriétés non bâties : 14,81 % ;
- taxe additionnelle à la taxe foncière sur les propriétés non bâties : 0,00 % ;
- cotisation foncière des entreprises : 0,00 %.

Chiffres clés Revenus et pauvreté des ménages en 2021 : médiane en 2021 du revenu disponible, par unité de consommation : 19 470 €.

## Économie

### Entreprises et commerces

#### Agriculture
- Culture et élevage associés.
- Élevage de vaches laitières.
- Élevage d'ovins et de caprins.

#### Tourisme
- Hébergements et restauration à Monthureux-sur-Saône, Claudon, Dombasle-devant-Darney, Contrexéville, Vittel.

#### Commerces
- Commerces et services de proximité.

## Population et société

### Démographie

#### Évolution démographique
L'évolution du nombre d'habitants est connue à travers les recensements de la population effectués dans la commune depuis 1793. Pour les communes de moins de 10 000 habitants, une enquête de recensement portant sur toute la population est réalisée tous les cinq ans, les populations de référence des années intermédiaires étant quant à elles estimées par interpolation ou extrapolation. Pour la commune, le premier recensement exhaustif entrant dans le cadre du nouveau dispositif a été réalisé en 2004.

En 2022, la commune comptait 188 habitants, en évolution de −6,93 % par rapport à 2016 (Vosges : −2,96 %, France hors Mayotte : +2,11 %).
| 1793 | 1800 | 1806 | 1821 | 1831 | 1836 | 1841 | 1846 | 1856 |
| ---- | ---- | ---- | ---- | ---- | ---- | ---- | ---- | ---- |
| 384  | 391  | 432  | 433  | 515  | 536  | 550  | 551  | 455  |

| 1861 | 1866 | 1876 | 1881 | 1886 | 1891 | 1896 | 1901 | 1906 |
| ---- | ---- | ---- | ---- | ---- | ---- | ---- | ---- | ---- |
| 492  | 500  | 479  | 446  | 379  | 335  | 324  | 274  | 245  |

| 1911 | 1921 | 1926 | 1931 | 1936 | 1946 | 1954 | 1962 | 1968 |
| ---- | ---- | ---- | ---- | ---- | ---- | ---- | ---- | ---- |
| 248  | 216  | 184  | 197  | 207  | 197  | 180  | 172  | 167  |

| 1975 | 1982 | 1990 | 1999 | 2004 | 2006 | 2009 | 2014 | 2019 |
| ---- | ---- | ---- | ---- | ---- | ---- | ---- | ---- | ---- |
| 141  | 150  | 155  | 144  | 137  | 143  | 202  | 203  | 195  |

| 2022 | - | - | - | - | - | - | - | - |
| ---- | - | - | - | - | - | - | - | - |
| 188  | - | - | - | - | - | - | - | - |

### Enseignement
Établissements d'enseignements :
- École primaire[34],
- Écoles maternelles à Bleurville, Darney,
- Collège à Darney, Monthureux-sur-Saône,
- Lycée à Contrexéville.

### Santé
Professionnels et établissements de santé :
- Médecins à Darney, Monthureux-sur-Saône, Martigny-les-Bains, Contrexéville, Vittel.
- Pharmacies à Darney, Monthureux-sur-Saône, Hennezel, Martigny-les-Bains, Contrexéville, Vittel.
- Hôpitaux à Vittel, Lamarche, Ville-sur-Illon.

### Cultes
- Culte catholique, Paroisse Saint-Martin-de-la-Forêt, Diocèse de Saint-Dié[36].

### Personnalités liées à la commune
- Louis Charles Godefroy,

## Pour approfondir